# Adolf von Koenen

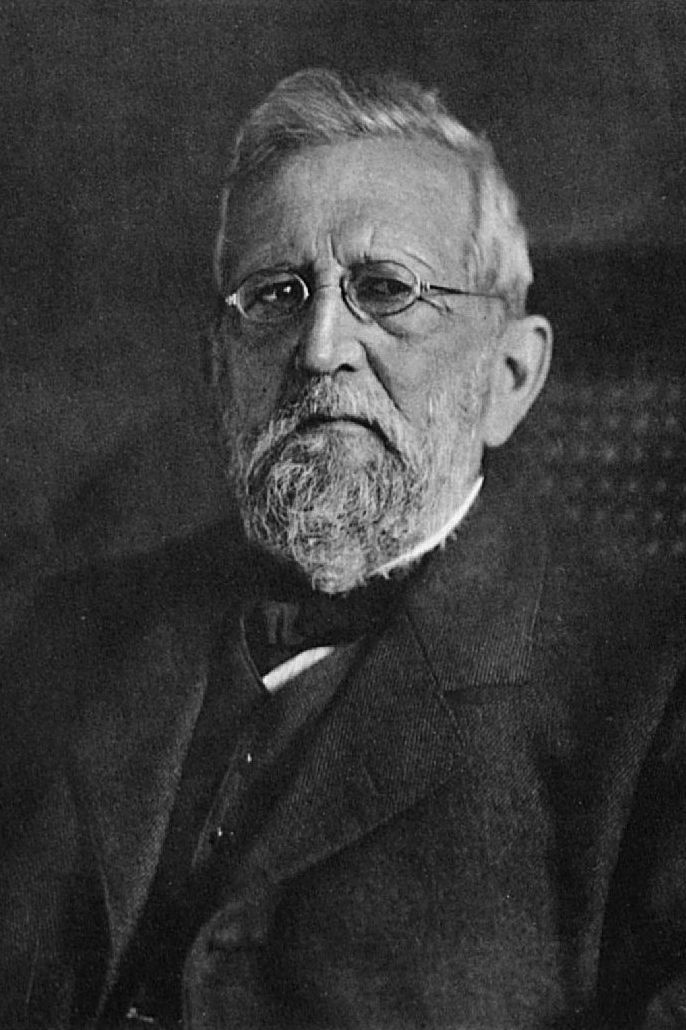
Adolf von Koenen.

Adolf von Koenen, född 21 mars 1837 i Potsdam, död 7 maj 1915 i Göttingen, var en tysk paleontolog.
Koenen blev professor i geologi och paleontologi i Göttingen 1881 och gjorde sig känd genom rik skriftställarverksamhet, särskilt beträffande Nordeuropas tertiärfaunor.